# André-Charles Brotier
Pour les articles homonymes, voir Brotier.
André-Charles Brotier (né à Tannay le 22 mai 1751 - mort à Cayenne, le 12 septembre 1798) est un mathématicien, botaniste et écrivain français.

## Biographie
Moine, homme de vaste culture et très actif, il suit les traces de son oncle Gabriel Brotier. Il enseigne les mathématiques à l'École militaire et a fait partie des membres associés à l'Académie des inscriptions et belles-lettres. Collaborateur de L'Année littéraire, il fut membre de l'Agence royaliste de Paris.
Jugé comme l'un des chefs de la conjuration du camp de Grenelle, il est déporté à Cayenne, à la suite du coup d'état du 18 fructidor, à bord de la corvette La Vaillante à la fin de l'année 1797.

« Dans un pays vraiment libre, on ne craint que les lois et nullement le gouvernement : voilà l'unique pierre de touche de la vraie liberté. »

— Extrait du mémoire de défense d'André-Charles Brotier dans son procès.

## Œuvres
On lui doit une traduction du Manuel d’Épictète (1794) et du théâtre d'Aristophane (1785) ainsi que la rédaction du Journal général de la France en 1791.
Il publie trois ouvrages posthumes de son oncle: 1º Un Réflexions, ou, Sentences et maximes morales de M. Le Duc de la Rochefoucault , Paroles mémorables et un Manuel d'Epictète.

## Sources
- Exposé de la conduite et des principes d'A. C. Brotier : lu à la séance du Conseil de guerre permanent de la dix-septième division militaire, le 12 germinal an 5 (premier avril 1797) texte numérisé en ligne sur Gallica.